# رامشة
رامشة هي قرية في مقاطعة أصفهان، إيران. عدد سكان هذه القرية هو 2,579 في سنة 2006.